# Övre Hamnskäret
Övre Hamnskäret med Börsskäret är en ö i Finland. Den ligger i Norra kvarken och i kommunen Korsholm i den ekonomiska regionen  Vasa i landskapet Österbotten, i den västra delen av landet. Ön ligger omkring 25 kilometer norr om Vasa och omkring 390 kilometer norr om Helsingfors.
Öns area är 28,1 hektar och dess största längd är 1,1 kilometer i sydöst-nordvästlig riktning.

## Sammansmälta delöar
- Övre Hamnskäret 63°19′54″N 21°41′43″Ö / 63.33159°N 21.69527°Ö
- Börsskäret 63°19′45″N 21°42′19″Ö / 63.32912°N 21.70531°Ö

Inlandsklimat råder i trakten. Årsmedeltemperaturen i trakten är 1 °C. Den varmaste månaden är juli, då medeltemperaturen är 16 °C, och den kallaste är januari, med −12 °C.